# Manus O'Donnell
Manus O'Donnell, en irlandés Manus Ó Domhnaill, (fallecido en 1564), hijo de Hugh Dubh O'Donnell, fue el líder del clan O'Donnell del Ulster, en Irlanda entre 1511 y 1555 y vivió los primeros años de la reconquista Tudor.

## Infancia y juventud
Hugh Dubh había estado al frente de los O'Donnell de Tyrconnell durante uno de los períodos más violentos en la historia del clan, enfrentado a sus vecinos O'Neill de Tyrone por el control del Ulster en una guerra que duraría más de diez años y que se había iniciado en 1491. En 1511, Hugh Dubh partió en peregrinación a Roma, dejando al joven Manus al frente de los destinos del clan pese a su juventud. Durante su viaje, Manus se reveló como un jefe capaz de defender su territorio de las pretensiones de los O'Neill y cuando Hugh Dubh regresó al Ulster, Manus se negó a abandonar su puesto. Hugh Dubh solicitó ayudó al vecino clan de los Maguire contra su hijo, ante lo que Manus se alió con los O'Neill, gracias a lo que pudo mantener su poder sobre Tyrconnell. Sin embargo, en 1522 volvió a estallar la guerra entre los dos grandes clanes del norte.

## Guerra con O'Neill y laLiga Geraldina

Armas de la casa O'Donnell

Conn O'Neill, I conde de Tyrone estaba decidido a someter definitivamente a los O'Donnell. Con el apoyo de Munster y Connacht y asistido por fuerzas inglesas y por los MacDonnell de Antrim, O'Neill tomó el castillo de Ballyshannon, y tras devastar gran parte de Tyrconnell, acampó en Knockavoe, cerca de Strabane. Sin embargo, Hugh Dubh y Manus O'Donnell atacaron por la noche el campamento, derrotando totalmente a O'Neill y causando numerosas bajas. Pero, pese a todo, la guerra continuó, y en 1531 O'Donnell solicitó la protección del gobierno inglés, dando garantías de lealtad a Enrique VIII de Inglaterra.
En 1537 Thomas FitzGerald, X conde de Kildare y cinco de sus tíos habían sido ejecutados por rebelión, y desde entonces, el gobierno inglés estaba tratando por todos los medios de capturar a Gerald, heredero del título, de tan solo doce años. El joven FitzGerald se encontraba oculto junto a su tía Lady Eleanor McCarthy, que contrajo matrimonio con Manus, el cual fue proclamado formalmente O'Donnell en julio de 1537, tras la muerte de su padre (aunque había sido jefe de hecho del clan desde 1511). Por otra parte, Conn O'Neill era familiar de Gerald FitzGerald, por lo que finalmente se formó la Liga Geraldine, una federación de clanes que incluía a los O'Neill, O'Donnell y a los O'Brien de Thomond entre otros. El objetivo aparente de este grupo era la restauración de Gerald en su condado de Kildare, pero la cuestión de fondo era la expulsión de los ingleses de Irlanda.
En agosto de 1539, los ejércitos conjuntos de Manus O'Donnell y Conn O'Neill sufrieron una severa derrota a orillas del Lago Bellahoe en Monaghan a manos del Lord Diputado de Irlanda. En el oeste, Manus trató por todos los medios de fortalecer la supremacía de O'Donnell en el norte de Connaught, donde consiguió obligar a los O'Connor Sligo a reconocer su supremacía. En 1542 viajó a Inglaterra junto a Conn O'Neill y otros jefes irlandeses, donde aceptó el protestantismo y se sometió a la autoridad de Enrique VIII, que prometió nombrarle conde de Tyrconnell, aunque no aceptó las pretensiones de Manus de ser nombrado también conde de Sligo.

## Últimos años
Durante sus últimos años, Manus se vio envuelto en las disputas internas entre sus hijos Calvagh y Hugh MacManus; en 1555 fue depuesto por Calvagh, aunque es posible que permaneciera a su lado, aconsejándole en las tareas de gobierno y militares hasta su muerte en 1564. Los Anales de los cuatro maestros describen a Manus como "un hombre instruido, habilidoso en muchas disciplinas, dotado con una profundo intelecto y conocimiento de las ciencias". Desde su castillo de Portnatrynod cerca de Strabane, supervisó la redacción de la Vida de Columbkille en irlandés que se conserva en la Biblioteca Bodleiana de Oxford. Escribió también varios poemas, algunos de los cuales han llegado hasta nuestros días.

## Matrimonio y descendencia
Manus se casó varias veces. De su primera esposa, Joan O'Reilly, tuvo a Calvagh y a otras dos hijas; Margaret, la más joven, se casó con Shane O'Neill. Su segunda esposa, Judith, era hermana de Conn O'Neill, por tanto, tía de Shane; ella fue la madre de Hugh MacManus, padre a su vez de Red Hugh O'Donnell y Rory O'Donnell.